# Zygonyx asahinai
Zygonyx asahinai is een libellensoort uit de familie van de korenbouten (Libellulidae), onderorde echte libellen (Anisoptera).
De wetenschappelijke naam Zygonyx asahinai is voor het eerst geldig gepubliceerd in 1995 door Matsuki & Saito.